# Microcorynus concinnus
Microcorynus concinnus is een keversoort uit de familie bladrolkevers (Attelabidae). De wetenschappelijke naam van de soort werd in 1930 gepubliceerd door Eduard Voss.